# 6218 Mizushima
6218 Mizushima è un asteroide della fascia principale. Scoperto nel 1977, presenta un'orbita caratterizzata da un semiasse maggiore pari a 2,2814220 UA e da un'eccentricità di 0,1515067, inclinata di 5,81965° rispetto all'eclittica.